# Campionati italiani di duathlon sprint del 2016
I Campionati italiani di duathlon sprint del 2016 (IX edizione) sono stati organizzati dalla Federazione Italiana Triathlon e si sono tenuti a Firenze in Toscana, in data 19 marzo 2016.
Tra gli uomini ha vinto Massimo De Ponti ( Carabinieri), mentre la gara femminile è andata a Giorgia Priarone (T.D. Rimini).

## Risultati

### Élite uomini
| Pos. | Atleta                | Società sportiva       | Corsa    | Bici     | Corsa    | Totale   |
| ---- | --------------------- | ---------------------- | -------- | -------- | -------- | -------- |
|      | Massimo De Ponti      | Carabinieri            | 00:16:39 | 00:27:34 | 00:08:24 | 00:52:37 |
|      | Daniel Hofer          | Carabinieri            | 00:16:43 | 00:27:27 | 00:08:39 | 00:52:49 |
|      | Tommaso Crivellaro    | DDS                    | 00:16:39 | 00:27:35 | 00:08:44 | 00:52:58 |
| 4    | Dario Chitti          | CUS Parma              | 00:16:42 | 00:27:27 | 00:09:11 | 00:53:20 |
| 5    | Riccardo Mosso        | 707                    | 00:16:41 | 00:27:33 | 00:09:15 | 00:53:29 |
| 6    | Massimo Cigana        | Eroi del Piave         | 00:17:18 | 00:27:28 | 00:09:11 | 00:53:57 |
| 7    | Nicola Azzano         | CUS Udine              | 00:17:15 | 00:28:22 | 00:08:47 | 00:54:24 |
| 8    | Valerio Patanè        | CUS Pro Patria Milano  | 00:17:14 | 00:28:23 | 00:08:48 | 00:54:25 |
| 9    | Giulio Pugliese       | B4S-Ttt                | 00:17:42 | 00:27:55 | 00:08:49 | 00:54:26 |
| 10   | Matthias Steinwandter | Carabinieri            | 00:16:44 | 00:28:27 | 00:09:17 | 00:54:28 |
| 11   | Gabriele Salini       | 707                    | 00:17:39 | 00:28:02 | 00:08:48 | 00:54:29 |
| 12   | Lorenzo Di Cosmo      | CUS Torino Triathlon   | 00:17:07 | 00:28:35 | 00:08:49 | 00:54:31 |
| 13   | Manuel Steinwandter   | Läufer Club Bozen      | 00:17:17 | 00:28:23 | 00:08:53 | 00:54:33 |
| 14   | Luca Bonazzi          | Freezone               | 00:17:19 | 00:28:20 | 00:08:54 | 00:54:33 |
| 15   | Giulio Soldati        | T.D. Rimini            | 00:17:17 | 00:28:21 | 00:09:04 | 00:54:42 |
| 16   | Diego Luca Boraschi   | B4S-Ttt                | 00:17:05 | 00:28:44 | 00:08:59 | 00:54:48 |
| 17   | Alessio Fioravanti    | Minerva Roma           | 00:17:18 | 00:28:21 | 00:09:13 | 00:54:52 |
| 18   | Valerio Cattabriga    | Minerva Roma           | 00:17:19 | 00:28:16 | 00:09:18 | 00:54:53 |
| 19   | Marcello Ugazio       | Azzurra Triathlon Team | 00:17:30 | 00:28:10 | 00:09:15 | 00:54:55 |
| 20   | Federico Spinazzè     | Silca Ultralite        | 00:17:44 | 00:27:56 | 00:09:16 | 00:54:56 |

### Élite donne
| Pos. | Atleta                   | Società sportiva             | Corsa   | Bici    | Corsa   | Totale  |
| ---- | ------------------------ | ---------------------------- | ------- | ------- | ------- | ------- |
|      | Giorgia Priarone         | T.D. Rimini                  | 0.19.09 | 0.30.21 | 0.10.09 | 0.59.39 |
|      | Alice Capone             | Canottieri Napoli            | 0.19.31 | 0.32.17 | 0.10.02 | 1.01.50 |
|      | Verena Steinhauser       | Triathlon Cremona Stradivari | 0.19.32 | 0.32.12 | 0.10.12 | 1.01.56 |
| 4    | Beatrice Mallozzi        | Minerva Roma                 | 0.20.02 | 0.32.32 | 0.10.04 | 1.02.38 |
| 5    | Sara Papais              | T.D. Rimini                  | 0.20.03 | 0.32.30 | 0.10.13 | 1.02.46 |
| 6    | Marta Bernardi           | Tri Evolution                | 0.19.39 | 0.32.46 | 0.10.27 | 1.02.52 |
| 7    | Federica Parodi          | T.D. Rimini                  | 0.20.09 | 0.32.24 | 0.10.21 | 1.02.54 |
| 8    | Alessandra Tamburri      | Minerva Roma                 | 0.20.38 | 0.31.57 | 0.10.28 | 1.03.03 |
| 9    | Michela Pozzuoli         | Minerva Roma                 | 0.20.35 | 0.32.01 | 0.10.31 | 1.03.07 |
| 10   | Francesca Crestani       | PPRTeam                      | 0.20.14 | 0.32.25 | 0.10.32 | 1.03.11 |
| 11   | Veronica Signorini       | Triathlon Cremona Stradivari | 0.20.12 | 0.32.34 | 0.10.30 | 1.03.16 |
| 12   | Chiara Ingletto          | Firenze Triathlon            | 0.20.13 | 0.32.27 | 0.10.40 | 1.03.20 |
| 13   | Giulia Sforza            | Triathlon Cremona Stradivari | 0.20.50 | 0.31.42 | 0.10.59 | 1.03.31 |
| 14   | Michela Santini          | Firenze Triathlon            | 0.20.57 | 0.32.19 | 0.10.38 | 1.03.54 |
| 15   | Carlotta Bonacina        | CUS Pro Patria Milano        | 0.20.56 | 0.32.25 | 0.10.39 | 1.04.00 |
| 16   | Sara Foschi              | Minerva Roma                 | 0.20.53 | 0.32.21 | 0.10.50 | 1.04.04 |
| 17   | Costanza Arpinelli       | Minerva Roma                 | 0.21.05 | 0.32.08 | 0.10.52 | 1.04.05 |
| 18   | Carlotta Maria Missaglia | PPRTeam                      | 0.20.54 | 0.32.21 | 0.11.11 | 1.04.26 |
| 19   | Luisa Iogna-Prat         | T.D. Rimini                  | 0.20.53 | 0.32.26 | 0.11.23 | 1.04.42 |
| 20   | Francesca Ferlazzo       | Triathlon Team Spezia        | 0.21.18 | 0.32.40 | 0.11.08 | 1.05.06 |